# Gare d'El Aouinet
La gare d'El Aouinet est une gare ferroviaire algérienne située sur le territoire de la commune d'El Aouinet, dans la wilaya de Tébessa.

## Situation ferroviaire
La gare est située dans le centre-ville d'El Aouinet sur la ligne d'Annaba à Djebel Onk. Elle est précédée de la gare de Oued Keberit et suivie de celle de Sidi Yahia.

## Service des voyageurs

### Desserte
La gare d'El Aouinet est desservie par les trains régionaux de la liaison Annaba - Tébessa.